# Дивания
Диванѝя (на арабски: الديوانية), известен също като Диуания е град, административен център на област Кадисия, Ирак. Населението на града през 2012 година е 489 630 души.

## Икономика
Районът се смята за най-плодородния в цялата страна. Дивания е известна и с традициите си в отглеждането на ловни птици, особено ястреби. Градът се намира почти по средата на транспортния коридор между Багдад и Басра.

## Население
| Година | Население |
| ------ | --------- |
| 1965   | 60 486    |
| 1987   | 196 519   |
| 2012   | 489 630   |